# Parròquia de Saint Philip (Barbados)
Saint Philip és una parròquia de Barbados situada al sud-est de l'illa. La parròquia de Saint Philip està representada en l'Assemblea de Barbados per tres diputats.
En aquesta zona es troba el Far de Ragged Point.
Aquesta va ser la parròquia de naixement de la primera presidenta de Barbados Sandra Mason, que va assumir el càrrec el 30 de novembre de 2021.